# Sphenopus
Sphenopus là một chi thực vật có hoa trong họ Hòa thảo (Poaceae).

## Loài
Chi Sphenopus gồm các loài: